# Ermita de San Bartolomé (Angostina)
La Ermita de San Bartolomé es un pequeño edificio religioso católico situado en el concejo de Angostina, en el municipio de Bernedo, en la provincia de Álava.

## Localización
En lo alto de un cerro, al inicio del desfiladero y enfrente de la ubicación del castro de Cividad, existió un cementerio romano de una población cuya localización exacta se desconoce. En ese lugar, se encuentra la ermita de San Bartolomé.[cita requerida]

## Historia

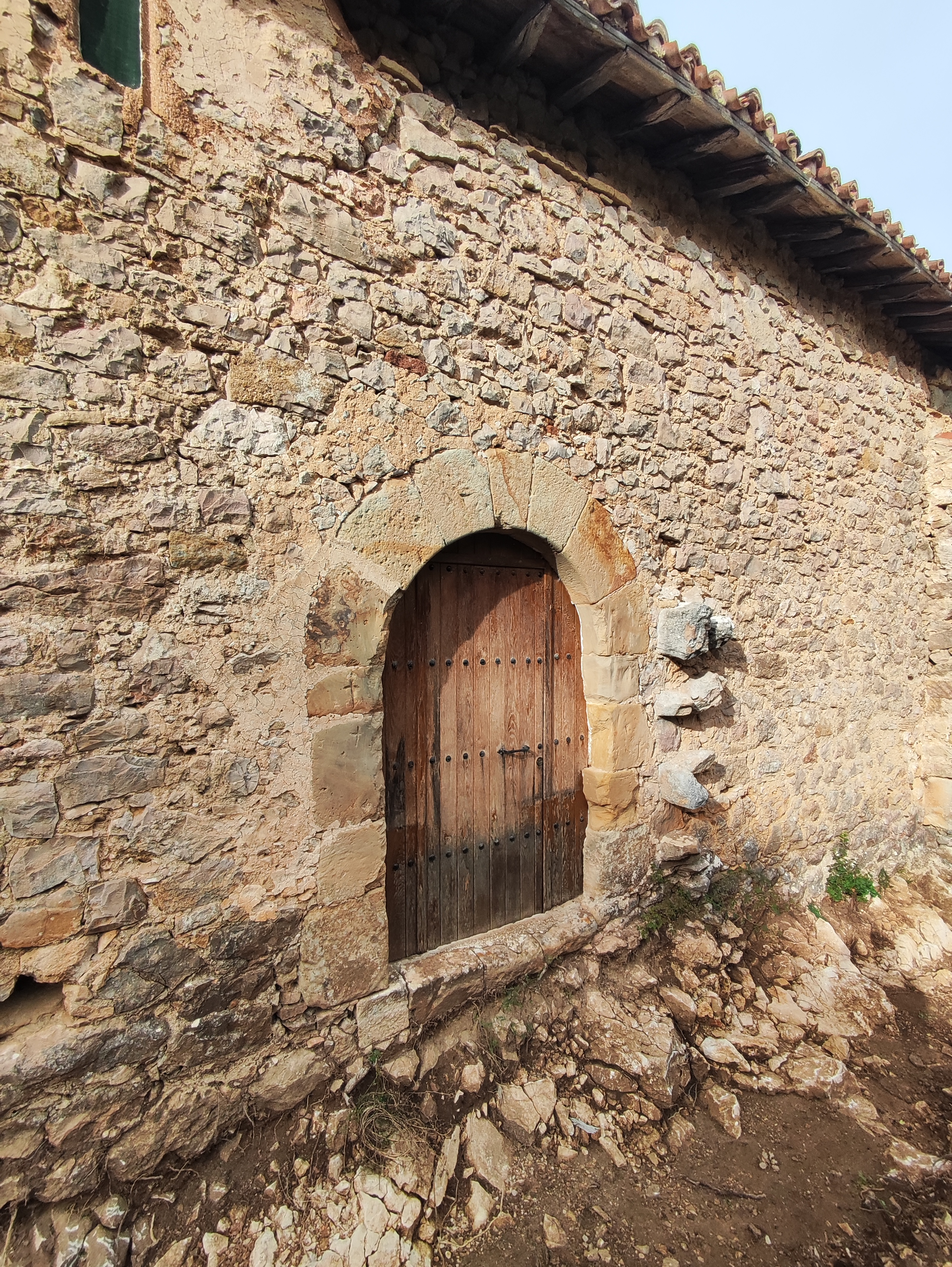
Ermita de San Bartolomé

### Exterior
Micaela Portilla consideraba que debió construirse en el siglo XIII, a juzgar por el primer tramo de la nave que presenta bóveda de medio cañón, con arco fajón apuntado. Para hacer sus muros se utilizaron lápidas funerarias romanas con diferentes inscripciones.

### Interior
Es posterior, probablemente de finales del siglo XVI, el ábside poligonal, cubierto por bóveda nervada, apeada en ménsulas sencillas, con nervios rectilíneos y curvos formando estrellas.  Portilla considera que tal vez se edificó cuando hacia 1556 se reparó la ermita por acuerdo de la Comunería de Bernedo que se reunió en Lapoblación. La parte posterior de la nave va cubierta de madera.
El retablo, del siglo XVII, era un simple templete de un solo cuerpo rematado con frontón triangular y decorado con dentículos que acogía las imágenes de San Bartolomé y San Esteban. A su alrededor, un pobre marco de pilastras con un par de copas en los extremos del arquitrabe. Este retablo fue robado en el siglo XX.[cita requerida]

Antaño presidía el retablo una imagen mariana (Andra Mari) del medievo que se encuentra en la capilla del Seminario diocesano de Vitoria-Gasteiz. Aunque muy deteriorada, destaca por su tamaño, por su aspecto majestuoso y su bella factura, con plegado de paños anguloso cuidadosamente trabajado. El Niño, sobre la rodilla izquierda de María, se vuelve hacia el pueblo bendiciéndolo. La Virgen le ofrece una flor.

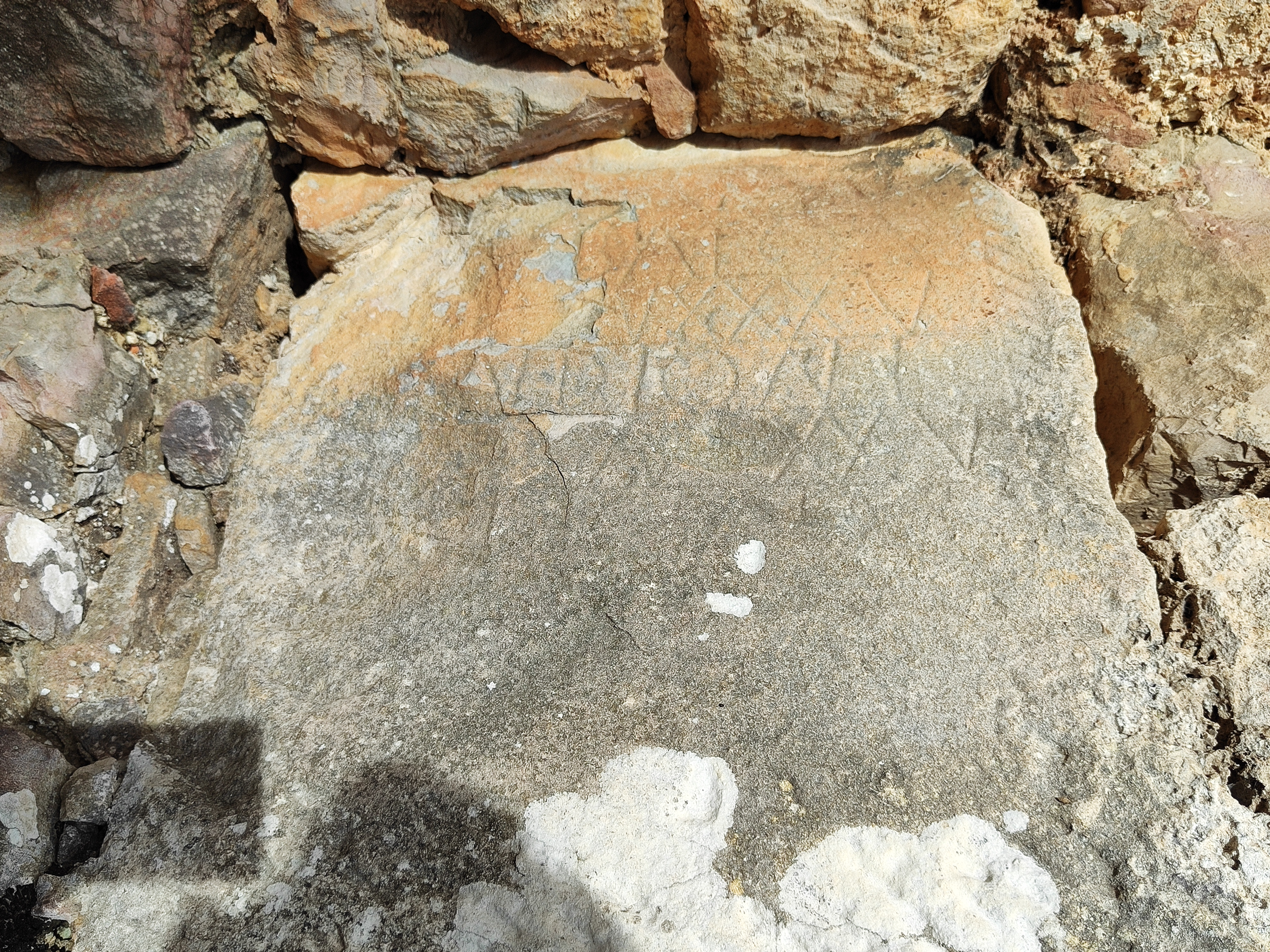
Inscripción en lápida

### Lápidas romanas
En su construcción se emplearon varias lápidas romanas con inscripciones. Dos de ellas, una sepulcral y otra votiva, pueden apreciarse en el ángulo de la nave contiguo al ábside, hacia el Norte de la edificación y otras dos, un ara y otra sepulcral, en un contrafuerte al Sur.
Otra que se encontraba en el altar, en el ángulo de la mesa, se encuentra en el Museo Arqueológico Provincial de Álava, con la inscripción AEMILIVS. MA | TERNVS. FLORI  | FILIVS. ANNO | XX.H.S.E. (Emilio Materno, hijo de Floro, de veinte años. Aquí yace).